# 태안군의회
태안군의회는 충청남도 태안군 지역을 관할하는 기초의회이다.